# André Kolossov
André Kolossov est une nouvelle d'Ivan Tourgueniev, parue en 1844.

## Historique
Considéré comme la première œuvre en prose d'Ivan Tourgueniev, André Kolossov est écrite en 1844 et publiée la même année dans la revue Les Annales de la Patrie, numéro XI,. L'auteur y apporta des modifications jusqu'en 1880.

## Résumé
Un groupe de jeunes gens discutent des hommes exceptionnels. La discussion ne menant à rien, un petit homme pâle propose que chacun d’eux décrive sa rencontre avec un homme remarquable. On propose au petit homme de commencer.
Dix ans plus tôt, il avait dix huit ans et était étudiant à Moscou. Un soir, son ami Bobov vint le trouver tout excité pour le prévenir de l’arrivée d’Andrioucha Kolossov. Les deux jeunes gens se rendent dans la chambre misérable de Kolossov et Nicolas, le narrateur, convient qu’au premier regard, il ressentit une attirance irrésistible. Kolossov a un air de gaîté insouciante et hardie, il est l’âme de ce groupe de jeunes gens et Nicolas devient le plus proche ami de Kolossov.
Ce dernier lui demande un soir de l’accompagner en dehors de la ville. Ils vont chez Sidorenko, un lieutenant en retraite. Nicolas devra jouer aux cartes avec Sidorenko pendant que Kolossov passera un moment avec Varia, la fille de la maison.
Après plusieurs soirées, Nicolas tombe amoureux de Varia et il est heureux quand il sent l’amour de Kolossov pour Varia faiblir. Prenant son courage à deux mains, il rend visite seul à Varia. Sidorenko qui a tout compris, persifle sur l’absence de Kolossov et Varia en pleurs lui fait passer un message pour Kolossov.
Kolossov et Nicolas ont une explication, Kolossov n’aime plus Varia et n’ira plus chez elle, il lui laisse la place. Nicolas se précipite chez Varia, lui déclare son amour et lui demande de devenir sa femme.
Le lendemain, Varia accepte mais juste avant de faire sa demande officielle à Sidorenko, celle qui le liera pour l’éternité avec Varia, Nicolas hésite, il lui semble que Varia a dit oui trop rapidement. De plus l’attitude nouvelle et trop polie de Sidorenko à son égard lui déplaît. Nicolas tergiverse et finalement renonce à faire sa demande en mariage.
Et maintenant, dix ans plus tard, devant ses amis, Nicolas reconnait le caractère exceptionnel de Kolossov, lui qui a su arrêter une relation amoureuse quand il n’était plus entièrement amoureux.

## Personnages
- André Kolossov
- Nicolas Alexandrovitch, dix-huit ans au moment du récit.
- Ivan Sémionytch Sidorenko, lieutenant en retraite.
- Varia, Barbe Ivanovna, dix-sept ans, fille de Sidorenko.

## Édition française
- André Kolossov, traduit par Françoise Flamant, Gallimard, « Bibliothèque de la Pléiade », 1981, 30 pages  (ISBN 978-2-07-010980-7)